# Замок Лурган
Замок Лурган (англ. Lurgan Castle, Brownlow House, ірл. Caisleán an Lorgain) — замок Ларган, замок Браунлоу-хаус, кашлен ан Лоргайн — один із замків Ірландії, розташований у графстві Арма, Північна Ірландія. Замок Лурган — це центр і штаб Ордену Оранжистів Ірландії.

## Історія замку Лурган

### Будівництво і назва
Замок Лурган або замок Браунлоу-хаус називається на честь високоповажного Чарльза Бранлоу, що побудував нинішній замок Лурган на місці більш давніх споруд у 1833 році і отримав титул барона Лургана в 1839 році. Ірландська назва Лурган чи ан Лоргайн у перекладі означає «пагорб, що нагадує гомілку». Замок належав родині Браунлоу до початку ХХ століття, а потім був проданий. У 1904 року замок придбав сер Вільям Аллен.

### Особливості архітектури
Замок Лурган побудований в епоху величі і культурних смаків, це величний будинок. Він зберіг атмосферу давно минулих днів, і можна легко уявити собі, яким було життя, коли цей замок був житлом. Хоча замок Лурган давно перестав бути житлом з того часу як він став центром оранжистів майже сто років тому.
Із замку відкривається прекрасний вид на парк і озеро, які колись були частиною володінь лорда Лургана і на сьогодні земля належить муніципальній владі міста Крайгавон. Замок побудований з шотландського пісковика відомим архітектором з Единбурга Вільямом Генрі Плейфером. Нині замок визнаний пам'яткою історії та архітектури. Витвором мистецтва визнаються також елегантні ковані залізні ворота. Колись був ще один вхід до замку зі сторони Маркет-стріт з арочними воротами і сторожкою, але нині від цього входу не лишилося і сліду.
Замок має багато цікавих особливостей. Стіни приймальні побудовані у формі восьмикутника, оздоблені італійськими майстрами. Стелі багатьох кімнат були оздоблені дорогою деревиною. Над парадним входом є чотири геральдичних щити родин МакНіл, Кілмайн, Браунлоу, Дорнлі.

### XVII століття
Рання історія маєтку Ларган була пов'язана з родиною Браунлоу — колоністів Ольстера. Назва Лурган походить від імені Лурганбаллівакен (англ. Lurganballyvacken) або Баллілурган. Джон Браунлоу і його син Вільям переселилися в Ольстер з Басфорда, що біля Ноттінгема, коли вони отримали 2500 акрів землі в баронстві О'Нейланд у дар від короля Англії та Шотландії Джеймса І в 1610 році.
Карью у своїй доповіді від 1611року повідомляє, що Джон та Вільям Браунлоу були колоністами на «ірландських землях», мали на господарстві 6 орендарів, 1 муляра, 1 кравця, 6 робітників, можуть побудувати дві башти для оборони, мають мушкети та іншу зброю, готові для оборони. До 1619 році Джон Браунлоу помер і Вільям Браунлоу очолив озброєні загони двох садиб. Повідомлення того ж року стверджує, що він мав сильно укріплений кам'яний будинок у хорошому стані із цегли та каменю. І доволі в цього каменю і вапна, що збудувати башту. Тоді вже існувало поруч місто, що складалося з 42 будинків, в яких жили англійські колоністи, вулиці були вимощені бруківкою. Були також водяні млини і вітряки, арсенал в маєтку.
У 1629 році Вільям Браунлоу об'єднав обидві садиби в маєток Деррі Браунлоу. У той же час йому було дозволено проводити ринки щоп'ятниці та дві ярмарки — на день святого Джеймса та на день святого Мартіна. З цього часу місто стало важливим місцем у суспільному житті району — ринки функціонували протягом 320 років.
У 1641 році почалася громадянська війна і повстання за незалежність Ірландії. Це було несподіванкою для сера Вільяма Браунлоу. Він почав готуватися до оборони замку. Напад на замок стався 23 жовтня 1641 року. Під час боїв загони під командою Макана, Магенніса, О'Ганлона спалили місто. У сутичках загинуло багато людей. Замок здався, сер Браунлоу був узятий у полон разом із дружиною і дітьми, утримувався спочатку в Армі, пізніше в Дунганнон, потім у Харлемон, де він був звільнений англійцями. За словами О'Меллана замок Ларган був вдруге спалений у 1642 році.
Потім місто і замок знову постраждали під час якобітських (вільямітських) війн. Місто і замок зайняли війська Шомберга. За його наказом були зроблені дорога та укріплення для війська, які нині не збереглися.

### XVIII— ХІХ століття
Наприкінці XVII століття селище біля замку прославилось виробництвом білизни з льону. Згадує про це доктор Томас Моліно у своїй книзі «Подорож на північ», що написана 1708 року. Там він також згадує, що зустрів біля замку знавця старовинних ірландських рукописів, що показував йому рукописні книги, одна з яких за його словами була написана рукою святого Патріка.
У 1712 році Джеймс Квін з Карлоу відвідав Вільяма Браунлоу з метою налагодити виробництво булату. У 1780 році Юнг у книзі «Подорож Ірландією» пише про господарство Браулоу, виробництво білизни, ярмарки, ткачів. Білизна з Лургана була такої високої якості, що була представлена в 1809 році принцесі Шарлотті, пізніше була подарована королеві Вікторії. Місто пишалося будинками Маркет-хаус та Лайн-холл, що були збудовані в 1825 році. Прибуток від продажу білизни в ті часи перевищував £ 3000 в тиждень, що в той час було величезною сумою.
Перший ткацький завод був побудований біля замку Лурган в 1855 році Малколмом. Завод був конкурентом ручних кустарних ткачів, які протестували не витримуючи конкуренції і спробували один раз навіть зруйнувати завод. У 1867 році була створена фірма «Джонстон, Аллен і компанія» по виробництву білизни та батисту.
У 1793 році місцеве ополчення було реорганізовано в загони міліції графства Арма. Потім був сформований місцевий стрілецький та кавалерійських корпус Лурган, що був втягнутий у сутички між католиками і протестантами. Корпус підозрювали у нелояльності до влади. Зберігся мундир командира ополчення сера вільяма Аллена в музеї графства Арма.
У 1795 році був сформований Помаранчевий орден (оранжистів) і його принципи були прийняті в замку Лурган. У 1797 році замок Лурган був місцем ІІ зібрання ордену оранжистів.

### ХХ століття
У вересні 1912 року в замку Лурган був підписаний Ольстерський пакт. Багато людей з Помаранчевого Братства потім пішли на фронти Першої світової війни. З початком війни замок Лурган був штабом 16-го батальйону Королівського ірландського стрілецького полку та 10-го батальйону Королівських ірландських стрільців. Прапор старих товаришів колишнього Королівського ірландського батальйону і 2-го батальйону Королівського ірландського полку зберігаються в парафіяльній церкві Шанкілл.
Під час другої світової війни чимало оранжистів продемонстрували готовність служити королю і Британії і пішли добровольцями на фронт.
У 1939—1945 роках різні військові підрозділи британських та американських військ розміщувались у замку Лурган. Генерал Дуайт Ейзенхауер — верховний головнокомандувач об'єднаних збройних сил, провів принаймні одну ніч там зі своїми людьми. Коридор у кімнату де він спав досі називають коридором офіцера.
У 1960—1985 роках замок не оминули сутички католиків і протестантів, ІРА та уніоністів. Було здійснено кілька збройних нападів на замок, мали місце вибухи бомб, перестрілки, загибель людей. Так 28 листопада 1979 року в замку стався вибух бомби і було пошкоджено кімнату Імператорського Великого Чорного Ватажка. Замок був відновлений у 1982 році за сприяння Великого Майстра Великої Ложі Ірландії. У 1996 році був здійснений підпал, що знищив половину замку. Під час пожежі майстер Семюель Гардінер та Бро Клів Хіггинсон героїчно врятували британський прапор.